# De Waterkant
De Waterkant – dzielnica Kapsztadu, założona w latach 60. XVIII wieku. Dzielnica sąsiaduje z dzielnicą centralną Kapsztadu (Cape Town CBD). De Waterkant słynie z kolorowych piętrowych kamienic z czasów holenderskiego imperium kolonialnego.
Jest to również dzielnica chętnie odwiedzana przez członków społeczności LGBT.